# Hinterfirmiansreut
Hinterfirmiansreut (lidový název Schmelz) je místní částí obce Philippsreut v zemském okrese Freyung-Grafenau v Bavorsku. Hinterfirmiansreut se nachází asi jeden kilometr severozápadně od Mitterfirmiansreutu v nadmořské výšce asi 950 metrů na severním svahu hory Steinkopf. K česko-německé státní hranici je to asi 500 metrů.

## Historie
Ves založil v roce 1764 kníže biskup Leopold Ernst von Firmian.
Stejně jako ve všech pohraničních vsích bylo i v Hinterfirmiansreutu důležité pašování. Dne 11. srpna 1915 se pohraničnímu mužstvu Hinterfirmiansreut podařilo od několika pašeráků odebrat osm tažných volů v hodnotě 6 000 až 7 000 marek, které měly být vyvezeny do Čech. V noci z 18. srpna na 19. srpna 1915 týmy na pohraniční stanici Hinterfirmiansreut zadržely šest silných volů v hodnotě kolem 4500 marek.

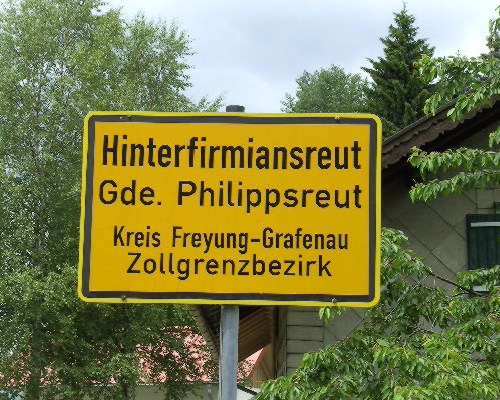

Ves měla populační vrchol v roce 1925 se 131 obyvateli, poté populační vývoj převážně klesal.

## Turismus
Hinterfirmiansreut je výrazně méně ovlivněn cestovním ruchem než Mitterfirmiansreut. Ve styku s Českem zde existuje přeshraniční propojení Žďárek – Hinterfirmiansreut. V centru vsi je 300 let stará lípa.